# Łukasz Palkowski

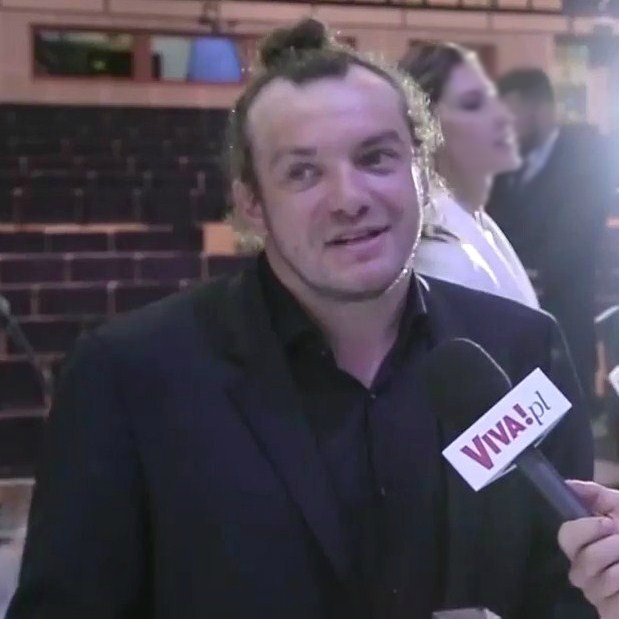
Łukasz Palkowski

Łukasz Palkowski, född 2 mars 1976 i Warszawa, är en polsk filmregissör och manusförfattare. Hans tredje långfilm, Bogowie från 2014, utspelar sig 1985 och handlar om Polens första lyckade hjärttransplantation. Filmen blev Polens mest framgångsrika film på bio 2014 med 2,1 miljoner besökare.

## Filmografi
- 2004: Nasza ulica
- 2007: Rezerwat
- 2008: 39 i pół (avsnitt 6-13)
- 2011: Wojna żeńsko-męska
- 2014: Bogowie
- 2016: Belfer (TV-serie)